# Бордеаска Ноуа (Вранча)
Бордеаска Ноуа (рум. Bordeasca Nouă) насеље је у Румунији у округу Вранча у општини Татарану. Oпштина се налази на надморској висини од 29 m.

## Становништво
Према подацима из 2002. године у насељу је живело 474 становника, од којих су сви румунске националности.